# Sky Blu
Skyler Austen Gordy, (Los Ángeles, California, 23 de agosto de 1986) más conocido por su nombre artístico Sky Blu, es un cantante, DJ, productor, bailarín y rapero estadounidense. También conocido como la mitad del dúo musical de LMFAO, con Redfoo (que también es su tío paterno). Han grabado dos discos juntos. El abuelo de SkyBlu es Berry Gordy, el fundador de Motown Records y descubridor de artistas legendarios como Michael Jackson.
En 2013 lanza su primer álbum de estudio en solitario Rebel Music.
En 2016 da a conocer su álbum Fxck Yeah tras 2 años en la elaboración de este.

## Discografía

### Como Solista
- Rebel Music  (2013)
- Fxck Yeah  (2016)

### Con LMFAO
- Party Rock (2009)
- Sorry for Party Rocking (2011)

### Colaboraciones
- 2011: Drunk Off Your Love (con Shwayze & Cisco)
- 2011: Uh Oh (Came Here To Party) (con Leaf)
- 2012: Alcohol (The Cataracs con Red Foo)
- 2013: "Do You Love Me" (con Ariana Grande)
- 2013: "Salud" (con Reek Rude, Sensato, y Wilmer Valderrama)

### Sencillos
- 2013: "Oh My"
- 2013: "Pop Bottles"
- 2013: "I Want To Party"
- 2013: "Salud"
- 2014: "Go On Girl"